# 截尾擬隆頭魚
截尾擬隆頭魚，為輻鰭魚綱鱸形目隆頭魚亞目隆頭魚科的其中一種，分布於西南太平洋的紐西蘭海域，棲息深度4-40公尺，體長可達27.2公分，棲息在礁石區，以甲殼類等為食，生活習性不明。

## 擴展閱讀
維基物種上的相關：截尾擬隆頭魚